# جامع الناصر (صعدة)
جامع الناصر هو مسجد تاريخي في مركز مديرية رازح بمحافظة صعدة ويعرف باسم جامع القلعة، أمر ببنائه إمام الدولة الزيدية في اليمن الناصر أحمد بن يحيى بن الحسين الرسي سنة 326 هجرية في قلعة غمار المعروفة اليوم باسم قلعة رازح، اللذي بناه المعلم المعماري سالم أحمدسالم البورعي ويحتوي المسجد على عدد من الأضرحة.

## تاريخ
- 326 هجرية الإمام الناصر أحمد بن يحيى بن الحسين الرسي.[1]
- 1376 هجرية تجديد المسجد على يد الحسن بن إسماعيل المداني.[1]
- 2003 هدم المسجد وبناء المسجد من جديد.[1]

## تصميم
المسجد مستطيل الشكل حيث يبلغ طوله 12 مترا وعرضه 8 أمتار وللمسجد بركتين للمياه.

## الأضرحة
يضم الجامع عددا من الأضرحة والقبور أبرزها
- ضريح الإمام الناصر أحمد بن يحيى بن الحسين الرسي.[2]
- ضريح أحمد لقمان.[1]
- ضريح صلاح بن المهدي.[1]
- ضريح أحمد بن صلاح بن المهدي.[1]